# Balmer (cráter)
Balmer son los restos de un cráter de impacto lunar inundado  de lava. Balmer se encuentra al este-sureste del cráter Vendelinus.

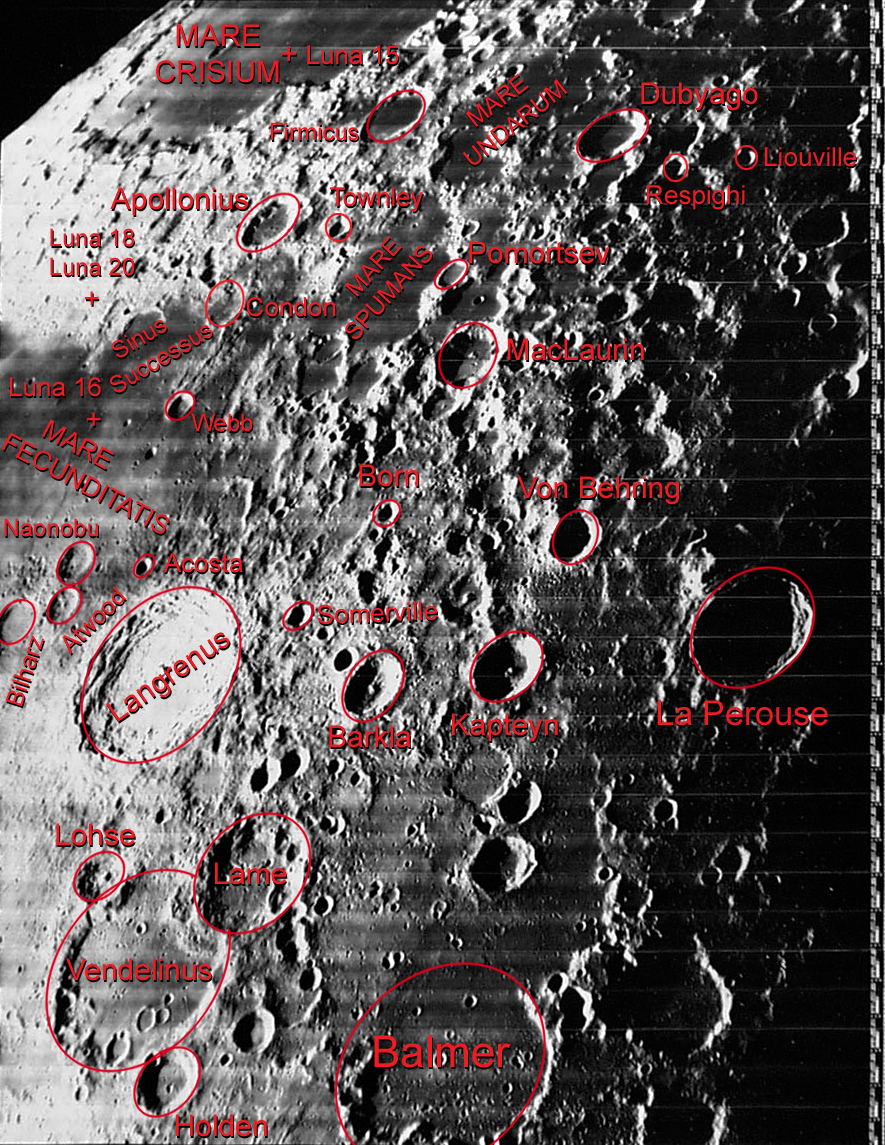
Fotografía de la misión Lunar Orbiter 4

Solo las secciones del sur y del este del cráter (muy desgastadas) todavía se mantienen; el resto está cubierto por el antiguo flujo de lava por el que quedó unido al mar adyacente. 

## Cráteres satélite

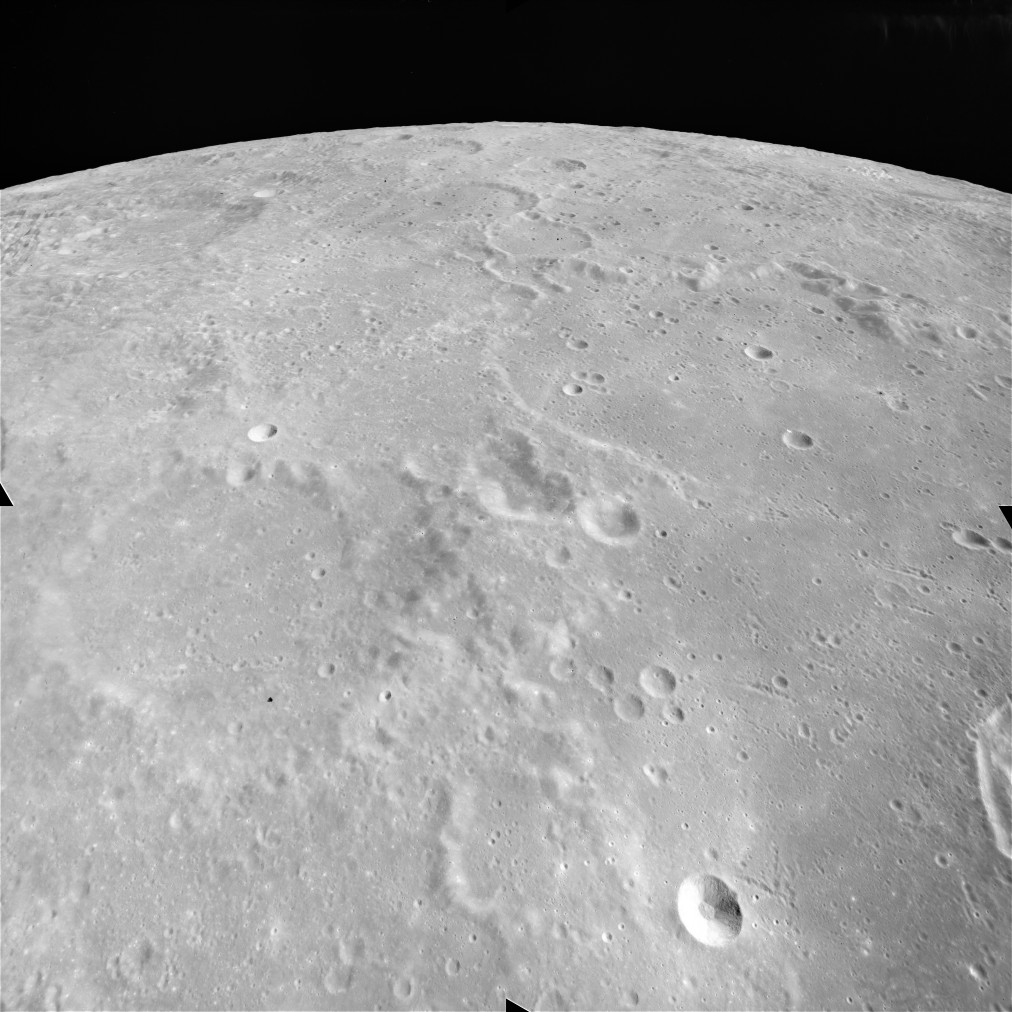
Fotografía de la misión Apolo 15

Por convención estas características son identificadas en mapas lunares poniendo la letra en el lado del cráter punto medio que está más cerca de Balmer.
|        | \| Balmer \| Coordenadas \| Diámetro \| \| ------ \| ----------------------------- \| -------- \| \| M \| 20°42′S 71°30′E / -20.7, 71.5 \| 5 km \| \| N \| 19°54′S 69°54′E / -19.9, 69.9 \| 8 km \| \| P \| 20°24′S 67°42′E / -20.4, 67.7 \| 13 km \| \| Q \| 18°42′S 70°30′E / -18.7, 70.5 \| 7 km \| \| R \| 18°42′S 69°06′E / -18.7, 69.1 \| 4 km \| \| S \| 18°24′S 67°36′E / -18.4, 67.6 \| 6 km \| |          |
| Balmer | Coordenadas | Diámetro |
| M      | 20°42′S 71°30′E / -20.7, 71.5 | 5 km     |
| N      | 19°54′S 69°54′E / -19.9, 69.9 | 8 km     |
| P      | 20°24′S 67°42′E / -20.4, 67.7 | 13 km    |
| Q      | 18°42′S 70°30′E / -18.7, 70.5 | 7 km     |
| R      | 18°42′S 69°06′E / -18.7, 69.1 | 4 km     |
| S      | 18°24′S 67°36′E / -18.4, 67.6 | 6 km     |

## Referencias

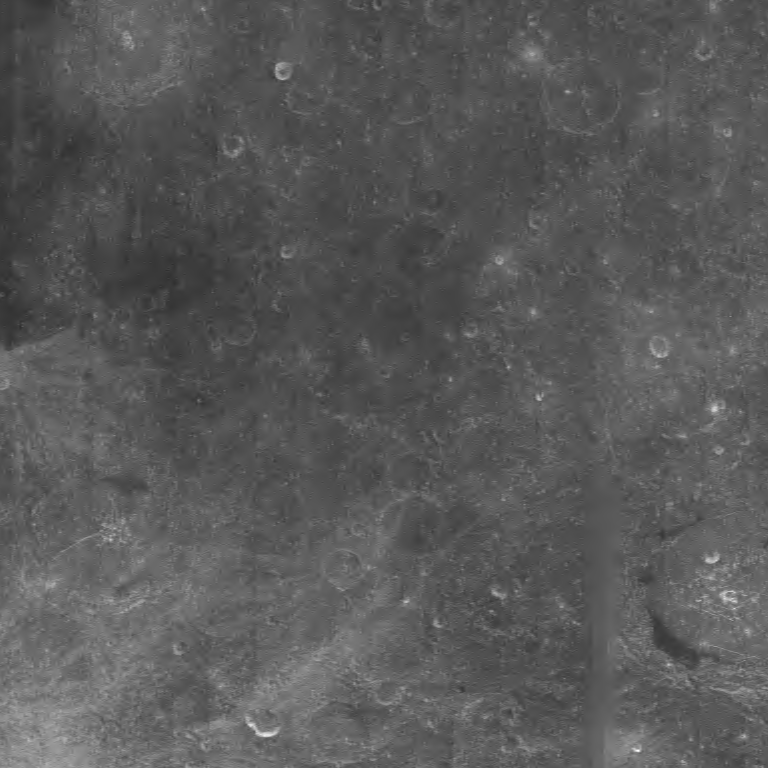
Balmer aparece aproximadamente en centro de la imagen procedente de la misión Clementine